# Dragan Lukić Luky
Dragan Lukić Šegedin (Split, 3. ožujka 1970.), poznatiji pod pseudonimom Luky, hrvatski je pjevač, tekstopisac i glazbeni producent.

## Karijera
Većinu ranog djetinjstva proveo je na Korčuli, dok nije pošao u osnovnu školu u Splitu. Bio je član grupe "Tužne uši" do 1987., zatim grupe "Đavoli" do 1992. te pridruženi član grupe "The Beat Fleet" od 1995. godine. Imao je prometnu nesreću 1988. godine u kojoj je teško stradao i bio klinički mrtav. Nakon uspješnog oporavka počeo se zanimati za istočnjačku duhovnost. 
Kao glazbeni producent producirao je i svirao na albumima Daleke obale, Dina Dvornika, Laufera, Urbana, Olivera Dragojevića i The Beat Fleeta. Kao tekstopisac napisao je i pjesme: "Morski vuk" u izvedbi Olivera Dragojevića i Tonyja Cetinskog, "Moja tajna ljubavi" u izvedbi Olivera Dragojevića i mnoge druge.
S Gibonnijem je radio glazbu za hrvatski film Posljednja volja iz 2001. godine.
Započeo je samostalnu pjevačku karijeru, objavivši svoj debitantski album Ararita 2003. godine. Album je osvojio nagradu Porin za najbolji pop-rock i rock album 2003. i Porina za najbolje likovno oblikovanje 2004. (likovno su oblikovali album: Luky, Mare Milin i Artur Erceg). Dobio je Porina 2005. za produkciju godine za album Maxon Universal grupe The Beat Fleet.
Nastupio je na Splitskom festivalu s pjesmom "Biži ća!" 2005. godine. Drugi album V.I.T.R.I.O.L. objavio je 2006. godine. Treći album Hvala :) izdao je za diskografsku kuću Aquarius Records, te je on dio trilogije koju čini zajedno s ostala dva albuma.
Osnovao je zakladu "Ararita" za pomoć nezbrinutoj djeci.

## Nagrade i priznanja
Osvojio nekoliko Porina…
- 1999. Najbolja produkcija (album "Žena dijete")
- 2003. Najbolji pop-rock i rock album (album "Ararita")
- 2004. Najbolje likovno oblikovanje (album "Ararita Limited")
- 2005. Najbolji rock album (album "Maxon Universal")
- 2005. Najbolja produkcija (album "Maxon Universal")
- 2008. Najbolja produkcija (album "Galerija Tutnplok")
- 2008. Najbolja snimka (album "Galerija Tutnplok")

## Albumi
- Ararita (2002., Menart Records)
- V.I.T.R.I.O.L. (2006., Menart Records)
- Hvala :) (2012., Aquarius Records)

## Vanjske poveznice
- Discogs.com - Luky - Diskografija
- Facebook - Luky - Facebook Fan Page
- Croatia Records - Luky - Croatia Records
- Menart - Luky - Menart
- Aquarius Records  Arhivirana inačica izvorne stranice od 23. studenoga 2011. (Wayback Machine) - Luky - Aquarius Records